# Dželi Bins
Dželi Bins su male šećerne bombone. Oklop bombone je mekan a unutrašnjost je želatinasta. Postoje u raznim bojama i ukusima i napravljene su od šećera.

## Istorija
Uobičajeno se misli da se bombona prvobitno pojavila 1861. godine, kada je bostonski poslastičar Viliam Šraft pozvao ljude da pošalju njegove bombonevojnicima tokom Američkog građanskog rata. Prema knjizi “Vek hrane, američki zahtevi i omiljeno” “Dželi bins” se 5. jula 1905. godine pomenuo u Čikago dejli njuzu. U oglasu je objavljenoda funta bombona košta devet centi. Danas većina istoričara tvrdi da su zrna prvobitno povezana sa proslavama Uskrsa u Sjedinjenim Državama negde u 1930-tim i da zato imaju oblik jajeta. Američki Nacionalni dan ovih bombona je 22. april. 

## Proizvodnja
Osnovni sastojci “Dželi bins” uključuju šećer, sirup kukuruza, pektin ili skrob. Uključene su i relativno male količine emulgujućeg agensa lecitina, sredstva protiv dizanja, jestivi vosak kao što je pčelinji vosak, so i glazura. Sastojci koji svakoj bombonidaju specifičanukus su relativno mali iu srazmeri i mogu se razlikovati u zavisnosti od ukusa. Većina žele pasulja se prodaje kao asortiman od oko osam različitih ukusa, većina od njih je zasnovana na voću. Na raspolaganju su i asortimani "začinjenog dželi bins” I žvaka, koji uključuju sličan broj ukusa za začine i mentol. Boje dželi pasulja često odgovaraju voću i "začinjenim" ukusom. Neki vrhunski brendovi, kao što su "Dželi bins" i kao "Dželi de faktori" dostupni su u mnogim različitim ukusima, uključujući i jagodičasto voće, tropsko voće, bezalkoholna pića, kokice, slatka korpa i nove vrste, pored poznatih ukusa voća i začina. Dok se one prodaju i kao asortiman, pojedinačni ukusi mogu se pojedinačno kupiti od distributera.

## Sleng
U elektronskoj industriji, na primer, komponenta "Dželi bins" je ona koja je široko dostupna, i ima veliku primenu, odnosno, nema neuobičajene karakteristike - kao da se može zgrabiti iz tegle u šaku ako je potrebno, kao što je žele pasulj. Na primer, kao mA741 koji se može smatrati Dželi binom
U slengu u Sjedinjenim Državama 1910-ih i početkom 1920-ih godina, "Dželi bin" ili "Jelly Bean" je bio mladić koji se moderno oblačio da bi privukao žene, ali nije imao ništa drugo da ponudi, slično starijim terminima dandi i fop i malo kasnije terminu apotekarski kauboj. F. Skot Ficgerald je napisao priču o takvom karakteru "The jeally beans”, 1920. U romanu Villijama Faulknera iz 1929. godine "Buka i bes", Džejson je žestoko žalio zbog promiskuitetasvoje ćerke Kventin, naglašavajući da su je čak i "Gradski žele momci" oterali.
Pesma Fil Harisa "Jeally bens (He's Curbstone Cutie)" postala je popularna 1940. Pisali su je Džimi Dupre, Sam Rozen i Džo Verdžes i objavljena je u Nju Orleansu 1920. godine od strane Universal Music Publishers, Inc.